# Нарзуллаев, Нормурод
Нормурод Нарзуллаев (псевдоним Нарзий) (7 июля 1934, село Хужахайрон, Касбийский район, Кашкадарьинская область, Узбекская ССР, СССР — 28 марта 2006, Ташкент, Узбекистан) — советский и узбекский поэт, журналист, переводчик, редактор. Автор более 30 литературных трудов, член союза писателей СССР и союза журналистов СССР. Народный поэт Узбекистана (2000).

## Биография
Родился 7 июля 1934 года в Касбийском районе Кашкадарьинской области. Получил семилетнее образовании в сельской школе. В 1948 году поступил в Педагогическое образовательное учреждение в Карши. В 1956 году с отличием окончил факультет узбекского языка и литературы Самаркандского государственного педагогического института.
Начал свою трудовую деятельность с 1956 года редактором, далее литературным сотрудником, ответственным секретарём редакции газет «Ленин юлы», «Кашкадарья хакикати». В 1968—1969 годах аспирант кафедры узбекской литературы Самаркандского государственного университета имени Алишера Навои.
В 1974 году становится первым заместителем председателя союза писателей Узбекистана. В 1976—1981 годах работал секретарём Союза писателей. В 1981 году его назначают главным редактором издательства «Ёш гвардия». С 1991 по 1997 годы является главным редактором издательско-полиграфического объединения «Камалак», в 1996 году становится директором этого издательства. С 1997 года главный редактор Издательско-полиграфического центра «Янги аср авлоди» Молодёжного фонда «Камолот» Республики Узбекистан.

## Творчество
В 1954 году начал публиковать свои первые стихи. Первый поэтический сборник стихотворений «Суюнчи» был опубликован в издательстве «Литература и искусство имени Гафура Гуляма» в 1965 году.
Всего опубликованы более тридцати книг поэта. Он автор сборников «Сизни Ватан эркалар» (Родина Вас любит, 1966), «Мехр чашмаси» (Родник любви, 1970), «Заравшон зарлари» (Блески Заравшана, 1970), «Ок саманим» (Мой буланый конь, 1982), «Шамолни ушлаган бола» (Мальчик, поймавший ветер, 1985), «Бош майдон» (Главная площадь, 1991), «Мурувват» (Великодушие, 1994), «Белый, мой белый ангел» (1995), «Горю любовью к Родине» (1996), «Чаман ичра» (1995), «Смотрите в мир глазами детей» (1998), «Халким, сен билан калбим» (2000), «Алёр» (2005), «Сайланма» (2019).
Стихи Нормурода Нарзуллаева переведены на английский, испанский, французский, немецкий, чешский, польский, вьетнамский, турецкий и индийский языки. Он также переводил на узбекский язык произведения Генриха Гейне, Максима Танка, Евгения Евтушенко, Жобира Навруза, Кайсин Кулиева, Ибрагима Юсупова, Григоре Виеру, Андрея Дементева и других поэтов.
Нормурод Нарзуллаев публиковал поэтические сборники на русском языке: «Высокое солнцу» (1974), «Добрый свет» (1977), «Поёт дутар» (1977), «Мгновение» (1982), «Дыхание трав» (1983).
В 2019 году была выпущена книга воспоминаний друзей и коллег Нормурода Нарзуллаева «Нарзийнома».

## Награды
- Народный поэт Узбекистана (2000 год)[4];
- Награждён медалью «Шухрат» (1998 год);
- Заслуженный деятель искусств Узбекистана[5];
- Отличник народного образования Узбекистана.